# Voyage (musikalbum av Abba)
Voyage är den svenska popgruppen Abbas nionde studioalbum, utgivet den 5 november 2021. Det är gruppens första studioalbum på 40 år sedan The Visitors (1981) och innehåller tio låtar producerade av Benny Andersson som också skrivit musiken, texterna skrivna av
Björn Ulvaeus.
Albumet innehåller bland andra låtarna "I Still Have Faith in You" och "Don't Shut Me Down" som gavs ut simultant på två separata CD-singlar den 2 september 2021. "I Still Have Faith In You" släpptes även på en 7" vinyl-singel. I anslutning till albumet genomförs från juni 2022 ett konsertevent kallat Abba Voyage i London, Storbritannien.

## Historik
Abba var en av världens mest framgångsrika popgrupper under 1970-talet. Efter utgivningen av samlingsalbumet The Singles: The First Ten Years hösten 1982 gjorde Abba ett uppehåll för att gruppmedlemmarna ville arbeta med andra projekt. Efter några år var inte längre en återförening aktuell. Under 1990-talet och framåt uppstod förnyat intresse för gruppens musik i och med samlingsalbumet Abba Gold – Greatest Hits samt musikalen Mamma Mia! och den efterföljande långfilmen med samma namn.
En återförening förblev dock inte aktuellt för gruppmedlemmarna. År 2000 avböjde de enligt uppgift ett erbjudande på 1 miljard dollar för att uppträda under en konsertturné. 
Efter att planerna för en hologramturné utkristalliserats meddelade de fyra gruppmedlemmarna i april 2018 att de till detta projekt spelat in två nya låtar, "I Still Have Faith in You" och "Don't Shut Me Down". Att det skulle bli ett helt studioalbum tillkännagavs vid en livesändning på Youtube den 2 september 2021. Den planerade hologramturnén meddelades även få en fast plats i en specialbyggd arena, Abba Arena, vid Queen Elizabeth Olympic Park i London. Låtarna "I Still Have Faith in You" och "Don't Shut Me Down" släpptes som varsin singel samma dag.
En tredje singel, "Just a Notion", släpptes den 22 oktober både som digital streaming och som CD-singel. Låten påbörjades redan under 1978, men förblev en outgiven demoinspelning. En del av den ursprungliga inspelningen ingick i medleyt "Undeleted" som sattes samman till CD-boxen Thank You for the Music 1994. Låten fick nu en helt nyinspelad musikbakgrund, men gruppen återanvände sångpåläggningen från 1978. 
I december släppte gruppen ytterligare en singel, "Little Things", som med sin text om en morgon i juletid blev gruppens första julsång. Vid utgivningen meddelades att alla intäkter för låten under de fem närmsta åren efterskänks till UNICEF. 

### Försäljningsframgångar
Voyage sålde mer än 1 miljon exemplar över hela världen under sin första vecka efter utgivningen. Det gjordes 40 000 förbeställningar i Storbritannien under det första dygnet efter tillkännagivandet i september. På tre dagar hade det fått över 80 000 förbeställningar, bara i Storbritannien, vilket var ett nytt rekord i landet för Universal Music. Albumet gick in på första plats på brittiska albumlistan och blev där det snabbast sålda albumet 2021, såväl som den snabbast sålda vinyl-LP:n på 2000-talet, med 29 900 sålda vinylexemplar. Det är Abbas första toppnotering i Storbritannien sedan samlingsalbumet Abba Gold toppade listan 2008. 
Även i Tyskland blev albumet etta och sålde under sin första vecka fler exemplar än resten av albumlistan tillsammans.
Voyage blev Abbas högst noterade album i USA som nummer 2 på Billboard 200.

## Låtlista
Alla låtar är skrivna och komponerade av Benny Andersson och Björn Ulvaeus. 
| 1.           | I Still Have Faith in You | 5:09  |
| 2.           | When You Danced with Me   | 2:50  |
| 3.           | Little Things             | 3:08  |
| 4.           | Don't Shut Me Down        | 3:56  |
| 5.           | Just a Notion             | 3:29  |
| 6.           | I Can Be That Woman       | 4:01  |
| 7.           | Keep an Eye on Dan        | 4:05  |
| 8.           | Bumblebee                 | 3:57  |
| 9.           | No Doubt About It         | 2:56  |
| 10.          | Ode to Freedom            | 3:32  |
| Total längd: | Total längd:              | 37:09 |

## Medverkande
- Abba: Anni-Frid Lyngstad, Benny Andersson, Björn Ulvaeus, Agnetha Fältskog
- Benny Andersson – piano, synthesizer
- Per Lindvall – trummor, slagverk
- Lasse Jonsson, Lasse Wellander – gitarr
- Mats Englund – bas på spår 6
- Pär Grebacken – blockflöjt, klarinett, tenorsax
- Jan Bengtson – flöjt, barytonsax
- Margareta Bengtson – harpa
- Stockholm Concert Orchestra under Göran Arnberg

## Listframgångar
| Land (2021)         | Högsta position |
| ------------------- | --------------- |
| Australien          | 1               |
| Österrike           | 1               |
| Belgien (Flandern)  | 1               |
| Belgien (Vallonien) | 1               |
| Kanada              | 2               |
| Kroatien            | 2               |
| Tjeckien            | 1               |
| Danmark             | 1               |
| Nederländerna       | 1               |
| Finland             | 1               |
| Frankrike           | 1               |
| Tyskland            | 1               |
| Grekland            | 1               |
| Ungern              | 3               |
| Island              | 1               |
| Irland              | 1               |
| Italien             | 6               |
| Japan               | 4               |
| Litauen             | 23              |
| Nya Zeeland         | 1               |
| Norge               | 1               |
| Polen               | 2               |
| Portugal            | 1               |
| Skottland           | 1               |
| Slovakien           | 2               |
| Spanien             | 2               |
| Sverige             | 1               |
| Schweiz             | 1               |
| Storbritannien      | 1               |
| USA                 | 2               |